# Gabinete Herriot I
O Gabinete Herriot I foi o ministério formado por Édouard Herriot em 14 de junho de 1924 e dissolvido em 10 de abril de 1925. Foi o 72º gabinete da Terceira República Francesa, sendo antecedido pelo Gabinete François-Marsal e sucedido pelo Gabinete Painlevé II.

## Contexto
Após a eleição do novo Presidente da República, Gaston Doumergue, Édouard Herriot, líder do "Cartel das Esquerdas", foi nomeado Presidente do Conselho de Ministros em meio a uma crise econômica decorrente dos efeitos da Primeira Guerra Mundial. Fervoroso defensor da laicidade, ele queria introduzir leis seculares na Alsácia-Lorena e romper relações diplomáticas com o Vaticano, mas encontrou forte oposição no Senado Francês e o risco de movimentos de independência locais, sendo rejeitado pelo Conselho de Estado francês.
Herriot também foi criticado por suas escolhas em questões financeiras, hesitando sobre a solução a dar à crise (ele oscilou entre um empréstimo, desejado pela direita, e um imposto sobre o capital exigido pelos socialistas), tendo o mercado de ações sofrido muitas flutuações, principalmente de baixa, durante seu governo. Herriot, então, renunciou em 10 de abril de 1925, depois que o Senado se recusou a lhe dar um voto de confiança. O chefe de governo acusava o "muro de dinheiro", ou seja, as grandes elites financeiras do país, de causarem a sua queda. Essa acusação tem a sua parte de verdade, tendo em conta que o Banco da França foi muito menos flexível com o primeiro Gabinete Herriot do que com outros gabinetes de direita.
Perante o risco de falência das contas públicas e a queda cada vez maior da taxa de câmbio do franco, Herriot foi colocado em minoria pela Assembleia Nacional Francesa a 21 de julho, marcando também o fim do "Cartel de Esquerda". Após uma série de tentativas fracassadas, Doumergue acabou por nomear Paul Painlevé como sucessor de Édouard Herriot, em 17 de abril de 1925.

## Composição

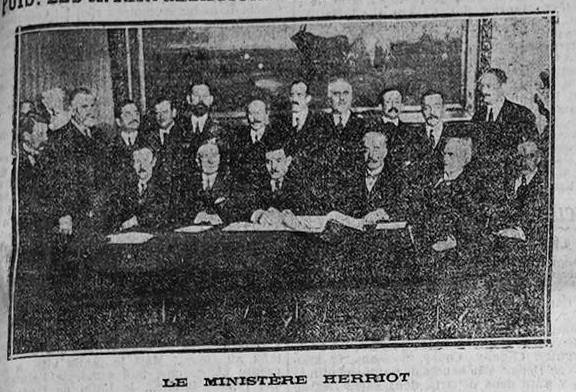
O 1º Gabinete Herriot em fotografia de 1924.

- Presidente da República: Gaston Doumergue
- Presidente do Conselho de Ministros: Édouard Herriot
- Ministro dos Estrangeiros: Édouard Herriot
- Ministro da Justiça: René Renoult
- Ministro do Interior: Camille Chautemps
- Ministro da Guerra: Charles Nollet
- Ministro das Finanças: Étienne Clémentel (1924-1925); Anatole de Monzie (1925)
- Ministro da Marinha: Jacques-Louis Dumesnil
- Ministro da Instrução Pública e Belas Artes: François Albert
- Ministro das Obras Públicas: Victor Peytral
- Ministro da Agricultura: Henri Queuille
- Ministro do Comércio e Indústria: Eugène Raynaldy
- Ministro das Colônias: Édouard Daladier
- Ministro do Trabalho, Higiene, Assistência e Segurança Social: Justin Godart
- Ministro das Pensões: Édouard Bovier-Lapierre
- Ministro das Regiões Libertadas: Victor Dalbiez